# Liste des députés européens d'Espagne de la 8e législature
Cet article présente la liste des députés européens d'Espagne élus lors des élections européennes de 2014 en Espagne.

## Députés européens élus en 2014
| Nom                                   | Parti | Parti                                                       | Groupe | Groupe    |
| ------------------------------------- | ----- | ----------------------------------------------------------- | ------ | --------- |
| Miguel Arias Cañete                   |       | Parti populaire                                             |        | PPE       |
| Esteban González Pons                 |       | Parti populaire                                             |        | PPE       |
| Teresa Jiménez-Becerril Barrio        |       | Parti populaire                                             |        | PPE       |
| Luis de Grandes                       |       | Parti populaire                                             |        | PPE       |
| Pilar del Castillo                    |       | Parti populaire                                             |        | PPE       |
| Ramón Luis Valcárcel                  |       | Parti populaire                                             |        | PPE       |
| Rosa Estaràs                          |       | Parti populaire                                             |        | PPE       |
| Francisco José Millán Mon             |       | Parti populaire                                             |        | PPE       |
| Pablo Zalba Bidegain                  |       | Parti populaire                                             |        | PPE       |
| Verónica Lope Fontagne                |       | Parti populaire                                             |        | PPE       |
| Santiago Fisas                        |       | Parti populaire                                             |        | PPE       |
| Gabriel Mato                          |       | Parti populaire                                             |        | PPE       |
| Antonio López-Istúriz White           |       | Parti populaire                                             |        | PPE       |
| Pilar Ayuso González                  |       | Parti populaire                                             |        | PPE       |
| Esther Herranz García                 |       | Parti populaire                                             |        | PPE       |
| Agustín Díaz de Mera García-Consuegra |       | Parti populaire                                             |        | PPE       |
| Elena Valenciano                      |       | Parti socialiste ouvrier espagnol                           |        | S&D       |
| Ramón Jáuregui                        |       | Parti socialiste ouvrier espagnol                           |        | S&D       |
| Soledad Cabezón Ruiz                  |       | Parti socialiste ouvrier espagnol                           |        | S&D       |
| Juan Fernando López Aguilar           |       | Parti socialiste ouvrier espagnol                           |        | S&D       |
| Iratxe García                         |       | Parti socialiste ouvrier espagnol                           |        | S&D       |
| Javier López Fernández                |       | Parti des socialistes de Catalogne                          |        | S&D       |
| Inmaculada Rodríguez-Piñero           |       | Parti socialiste ouvrier espagnol                           |        | S&D       |
| Enrique Guerrero Salom                |       | Parti socialiste ouvrier espagnol                           |        | S&D       |
| Eider Gardiazabal Rubial              |       | Parti socialiste ouvrier espagnol                           |        | S&D       |
| José Blanco                           |       | Parti socialiste ouvrier espagnol                           |        | S&D       |
| Clara Eugenia Aguilera García         |       | Parti socialiste ouvrier espagnol                           |        | S&D       |
| Sergio Gutiérrez Prieto               |       | Parti socialiste ouvrier espagnol                           |        | S&D       |
| Inés Ayala Sender                     |       | Parti socialiste ouvrier espagnol                           |        | S&D       |
| Jonás Fernández                       |       | Parti socialiste ouvrier espagnol                           |        | S&D       |
| Willy Meyer                           |       | La Gauche plurielle-Gauche unie                             |        | GUE/NGL   |
| Paloma López                          |       | La Gauche plurielle-Commissions ouvrières                   |        | GUE/NGL   |
| Ernest Urtasun                        |       | La Gauche plurielle-Initiative pour la Catalogne Verts      |        | Verts/ALE |
| Marina Albiol                         |       | La Gauche plurielle-Gauche unie                             |        | GUE/NGL   |
| Lidia Senra                           |       | La Gauche plurielle-Anova                                   |        | GUE/NGL   |
| Ángela Vallina                        |       | La Gauche plurielle-Gauche unie                             |        | GUE/NGL   |
| Pablo Iglesias Turrión                |       | Podemos                                                     |        | GUE/NGL   |
| Teresa Rodríguez                      |       | Podemos                                                     |        | GUE/NGL   |
| Carlos Jiménez Villarejo              |       | Podemos                                                     |        | GUE/NGL   |
| Lola Sánchez                          |       | Podemos                                                     |        | GUE/NGL   |
| Pablo Echenique Robba                 |       | Podemos                                                     |        | GUE/NGL   |
| Francisco Sosa Wagner                 |       | Union, progrès et démocratie                                |        | ADLE      |
| Maite Pagazaurtundua                  |       | Union, progrès et démocratie                                |        | ADLE      |
| Fernando Maura Barandiarán            |       | Union, progrès et démocratie                                |        | ADLE      |
| Beatriz Becerra Basterrechea          |       | Union, progrès et démocratie                                |        | ADLE      |
| Ramon Tremosa                         |       | Coalition pour l'Europe-Parti démocrate européen catalan    |        | ADLE      |
| Izaskun Bilbao                        |       | Coalition pour l'Europe-Parti nationaliste basque           |        | ADLE      |
| Francesc Gambús                       |       | Coalition pour l'Europe-Union démocratique de Catalogne     |        | PPE       |
| Josep Maria Terricabras               |       | La Gauche pour le droit de décider-Indépendant              |        | Verts/ALE |
| Ernest Maragall                       |       | La Gauche pour le droit de décider-Nouvelle Gauche catalane |        | Verts/ALE |
| Javier Nart                           |       | Ciudadanos                                                  |        | ADLE      |
| Juan Carlos Girauta                   |       | Ciudadanos                                                  |        | ADLE      |
| Jordi Sebastià                        |       | Printemps européen-Coalition Compromís                      |        | Verts/ALE |
| Josu Juaristi                         |       | Les peuples décident-Réunir le Pays basque                  |        | GUE/NGL   |

## Entrants/Sortants
| Entrant                               | Parti | Parti    | Groupe | Groupe    | En remplacement de         | Date              | Motif                                                     |
| ------------------------------------- | ----- | -------- | ------ | --------- | -------------------------- | ----------------- | --------------------------------------------------------- |
| Javier Couso Permuy                   |       | UP-IU    |        | GUE/NGL   | Willy Meyer                | 15 juillet 2014   | Démission                                                 |
| Tania González Peñas                  |       | Podemos  |        | GUE/NGL   | Carlos Jiménez Villarejo   | 11 septembre 2014 |                                                           |
| Carlos Iturgaiz                       |       | PP       |        | PPE       | Miguel Arias Cañete        | 6 novembre 2014   | Nommé à la Commission Juncker                             |
| Enrique Calvet Chambon                |       | UPyD     |        | ADLE      | Francisco Sosa Wagner      | 20 novembre 2014  |                                                           |
| Miguel Urbán Crespo                   |       | Podemos  |        | GUE/NGL   | Teresa Rodríguez           | 5 mars 2015       | Candidate aux élections au Parlement d'Andalousie de 2015 |
| Estefanía Torres Martínez             |       | Podemos  |        | GUE/NGL   | Pablo Echenique Robba      | 25 mars 2015      | Candidat aux élections régionales de 2015 en Aragon       |
| Xabier Benito Ziluaga                 |       | Podemos  |        | GUE/NGL   | Pablo Iglesias Turrión     | 27 octobre 2015   | Candidat aux élections générales de 2015                  |
| Teresa Giménez Barbat                 |       | UPyD     |        | ADLE      | Fernando Maura Barandiarán | 25 novembre 2015  | Candidat aux élections générales de 2015                  |
| Carolina Punset                       |       | C's      |        | ADLE      | Juan Carlos Girauta        | 5 février 2016    | Élu député lors des élections générales de 2015.          |
| Florent Marcellesi                    |       | Equo     |        | Verts/ALE | Jordi Sebastià             | 11 octobre 2016   | En raison d'un accord de coalition électorale.            |
| José Ignacio Salafranca Sánchez-Neyra |       | PP       |        | PPE       | Pablo Zalba Bidegain       | 3 janvier 2017    | Nommé président de l'Institut officiel de crédit.         |
| Jordi Solé i Ferrando                 |       | ERC      |        | Verts/ALE | Ernest Maragall            | 3 janvier 2017    |                                                           |
| Josu Juaristi                         |       | EH Bildu |        | GUE/NGL   | Ana Miranda                | 28 février 2018   |                                                           |

## Changement d'affiliation
| Membre                       | Parti  | Parti        | Groupe  | Groupe    | Date            |
| Membre                       | Ancien | Nouveau      | Ancien  | Nouveau   | Date            |
| ---------------------------- | ------ | ------------ | ------- | --------- | --------------- |
| Juan Fernando López Aguilar  | PSOE   | PSOE         | S&D     | NI        | 15 avril 2015   |
| Juan Fernando López Aguilar  | PSOE   | PSOE         | NI      | S&D       | 22 juin 2015    |
| Enrique Calvet Chambon       | UPyD   | Indépendant  | ADLE    | ADLE      | 29 avril 2015   |
| Fernando Maura Barandiarán   | UPyD   | C's          | ADLE    | ADLE      | 29 avril 2015   |
| Teresa Giménez Barbat        | UPyD   | C's          | ADLE    | ADLE      | décembre 2015   |
| Francesc Gambús              | UDC    | Indépendant  | PPE     | PPE       | 11 mai 2016     |
| Beatriz Becerra Basterrechea | UPyD   | Indépendante | ADLE    | ADLE      | 5 juin 2016     |
| Ana Miranda                  | BNG    | BNG          | GUE/NGL | Verts/ALE | 2 mars 2018     |
| Carolina Punset              | C's    | Indépendante | ADLE    | ADLE      | 20 octobre 2018 |
| Javier Couso                 | IU     | Indépendante | GUE/NGL | GUE/NGL   | 8 novembre 2018 |